# 钱均夫
钱均夫（1882年12月26日—1969年8月23日），名家治，字均夫，以字行，浙江杭州府仁和縣（今杭州市）人，中国教育家、政治人物。

## 生平
钱均夫与蒋百里、厉绥之均就读于求是书院，后肄业。1902年，留学日本，曾与厉绥之、鲁迅一同在东京弘文学院学习日语。1908年，毕业于东京高等师范学校。1910年，回国。次年、1913年，两次出任浙江省立一中校长。1914年，到北洋政府任教育部视学，曾与鲁迅共事，后任浙江省教育厅厅长。1956年，被国务院任命为中央文史研究馆馆员。1969年去世后葬于杭州市茅家埠里鸡笼山，1996年3月迁葬南山公墓（蒋百里和蒋左梅亦葬于此处），2021年6月23日与蒋百里夫妇一同迁葬浙江安贤园。

## 著作
著有《逻辑学》、《地学通论》、《外国地志》、《西洋历史》等。

## 家族
妻子章兰娟。儿子钱学森，中国科学家。
兄钱家润（字泽夫）亦以字行。